# Canciones de mi padre
Canciones de mi padre è un album in studio della cantante statunitense Linda Ronstadt, pubblicato nel 1987. Si tratta di un disco di musica Mariachi.

## Tracce
1. Por Un Amor – 2:56 (Gilberto Parra)
2. Los Laureles – 2:25 (José López)
3. Hay Unos Ojos – 2:45 (Rubén Fuentes)
4. La Cigarra – 3:45 (Ray Pérez y Soto)
5. Tú Sólo Tú – 3:09 (Felipe Valdez Leal)
6. Y Ándale – 2:32 (Minerva Elizondo)
7. Rogaciano El Huapanguero – 3:00 (Valeriano Trejo)
8. La Charreada – 3:49 (Felipe Bermejo)
9. Dos Arbolitos – 2:34 (Chucho Martínez Gil)
10. Corrido De Cananea – 3:24 (Rubén Fuentes)
11. La Barca De Guaymas – 3:25 (Rubén Fuentes)
12. La Calandria – 3:00 (Nicandro Castillo)
13. El Sol Que Tú Eres – 2:57 (traditional, arr Daniel Valdez)